# Glena bisulca
Glena bisulca là một loài bướm đêm trong họ Geometridae.